# Pink (film, 2011)
Pour les articles homonymes, voir Pink.
Pour plus de détails, voir Fiche technique et Distribution.
Pink (hangeul : 핑크, RR : Pingkeu) est un film dramatique sud-coréen écrit et réalisé par Jeon Soo-il, sorti en 2011.

## Synopsis
À l'endroit pauvre au bord de la mer, Soo-jin rentre dans un bar baptisé « Pink » où travaille la patronne Ok-ryeon qui y vit depuis plus de dix ans avec son fils Sang-gook. Le jour où tout bascule, la patronne confie son bar et son fils à Soo-jin et participe à la lutte des habitants du quartier alors promis à une destruction…

## Fiche technique
- Titre original : 핑크
- Titre international : Pink
- Réalisation : Jeon Soo-il
- Scénario : Jeon Soo-il et Kim Kyeong
- Décors : Kim Geon-u
- Costumes : Kim Ji-suk
- Photographie : Kim Seong-tae
- Son : Lee Seong-cheol
- Montage : Jeon Soo-il
- Musique : Kang San-eh
- Production : Park Joong-rae
- Société de production : Dongnyeok Films
- Société de distribution : Mountain Pictures
- Pays d'origine : Corée du Sud
- Langue originale : coréen
- Format : couleur
- Genre : drame
- Durée : 97 minutes
- Date de sortie :
  - Corée du Sud : 9 octobre 2011 (Festival international du film de Busan)
  - Corée du Sud : 27 octobre 2011
  - France : 23 octobre 2013

## Distribution
- Lee Seung-yeon : Soo-jin
- Seo Kap-sook : Ok-ryeon, la patronne
- Park Hyeon-woo : Sang-gook, le fils de la patronne
- Kang San-eh : Bang Rang-gaek
- Lee Won-jong : Kyeong-soo
- Jeong Jae-jin : Elder Kim

## Accueil

### Sorties
Après son avant-première mondiale au Festival international du film de Busan en octobre 2011, Pink sort le 27 octobre 2011 en Corée du Sud.
Sous le même titre, les spectateurs français le découvrent le 23 octobre 2013.

## Distinctions

### Nominations
- Festival international du film de Busan 2011
- Festival du film asiatique de Deauville 2012 : « Hors compétition »